# Emma McKeon
Emma McKeon, född 24 maj 1994 i Wollongong, är en australisk simmare.

## Karriär
McKeon blev olympisk guldmedaljör på 4 × 100 meter frisim vid sommarspelen 2016 i Rio de Janeiro.
Vid olympiska sommarspelen 2020 i Tokyo tog McKeon guld på 4×100 meter frisim tillsammans med Bronte Campbell, Meg Harris och Cate Campbell. De vann på världsrekordtiden 3.29,69. Individuellt tog hon guldmedaljer på 50 och 100 meter frisim, samt även ett brons på 100 meter fjärilsim. Tillsammans med ytterligare ett lagguld på 4×100 meter medley och bronsmedaljer på 4×200 meter frisim och 4×100 meter mixed medley blev McKeon den andra kvinnan någonsin att ta sju medaljer i ett och samma OS efter Maria Gorochovskaja i gymnastik 1952.
I december 2022 vid kortbane-VM i Melbourne tog McKeon sju medaljer. Individuellt tog hon guld och noterade ett nytt mästerskaps- och oceaniskt rekord på 50 meter frisim samt tog guld och noterade ett nytt mästerskapsrekord på 100 meter frisim. McKeon var även en del av Australiens kapplag som tog guld och noterade nya världsrekord på 4×100 meter frisim och 4×50 meter medley samt som tog silver och noterade nya oceaniska rekord på 4×50 meter frisim, 4×100 meter medley och 4×50 meter mixed frisim.